# Gentianopsis lutea
Gentianopsis lutea är en gentianaväxtart som först beskrevs av Isaac Henry Burkill, och fick sitt nu gällande namn av Yu Chuan Ma. Gentianopsis lutea ingår i släktet strandgentianor, och familjen gentianaväxter. Inga underarter finns listade i Catalogue of Life.